# Rabbi Tarfon

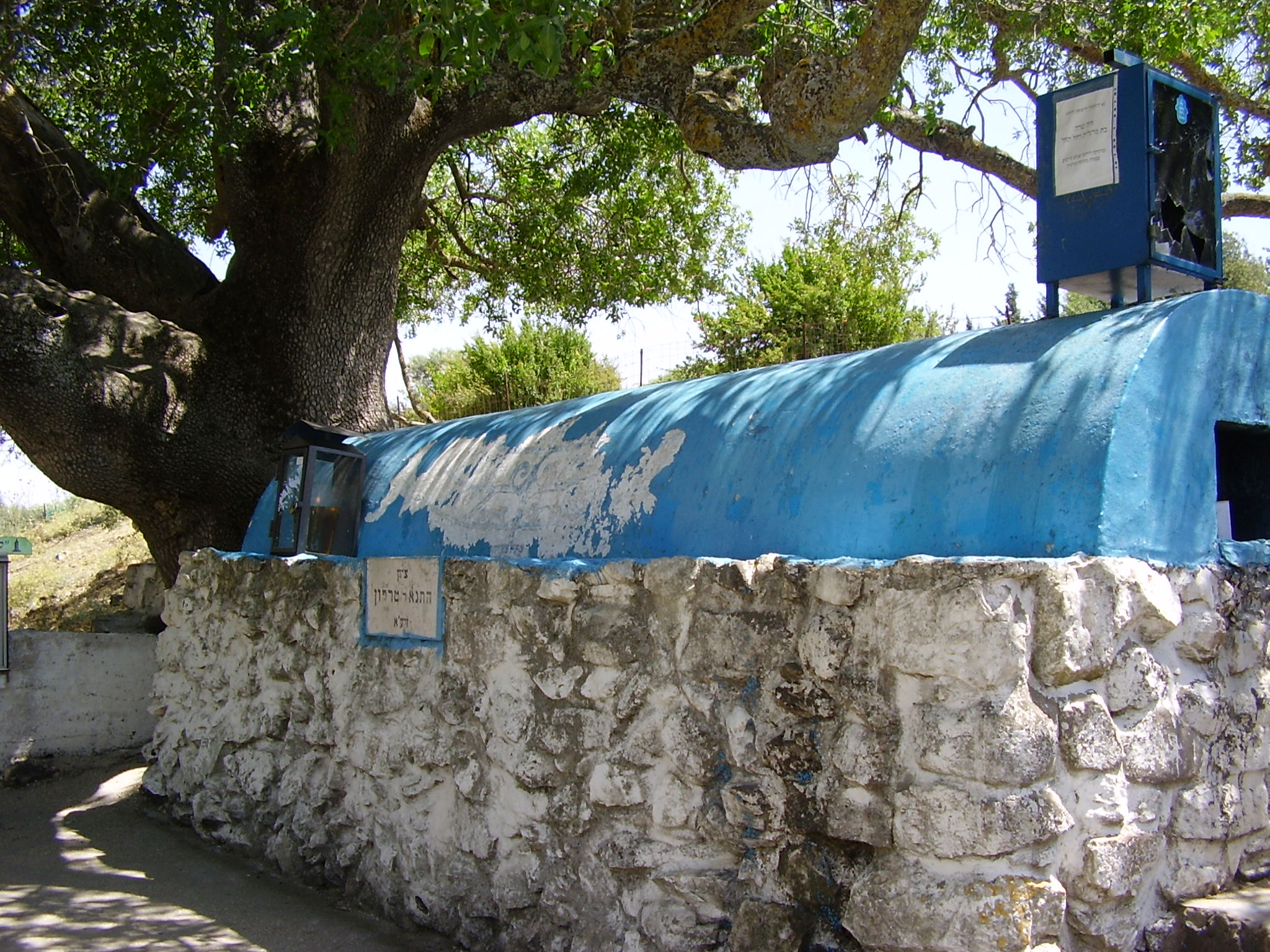
Grabanlage von Rabbi Tarfon in Kadita (Galiläa)

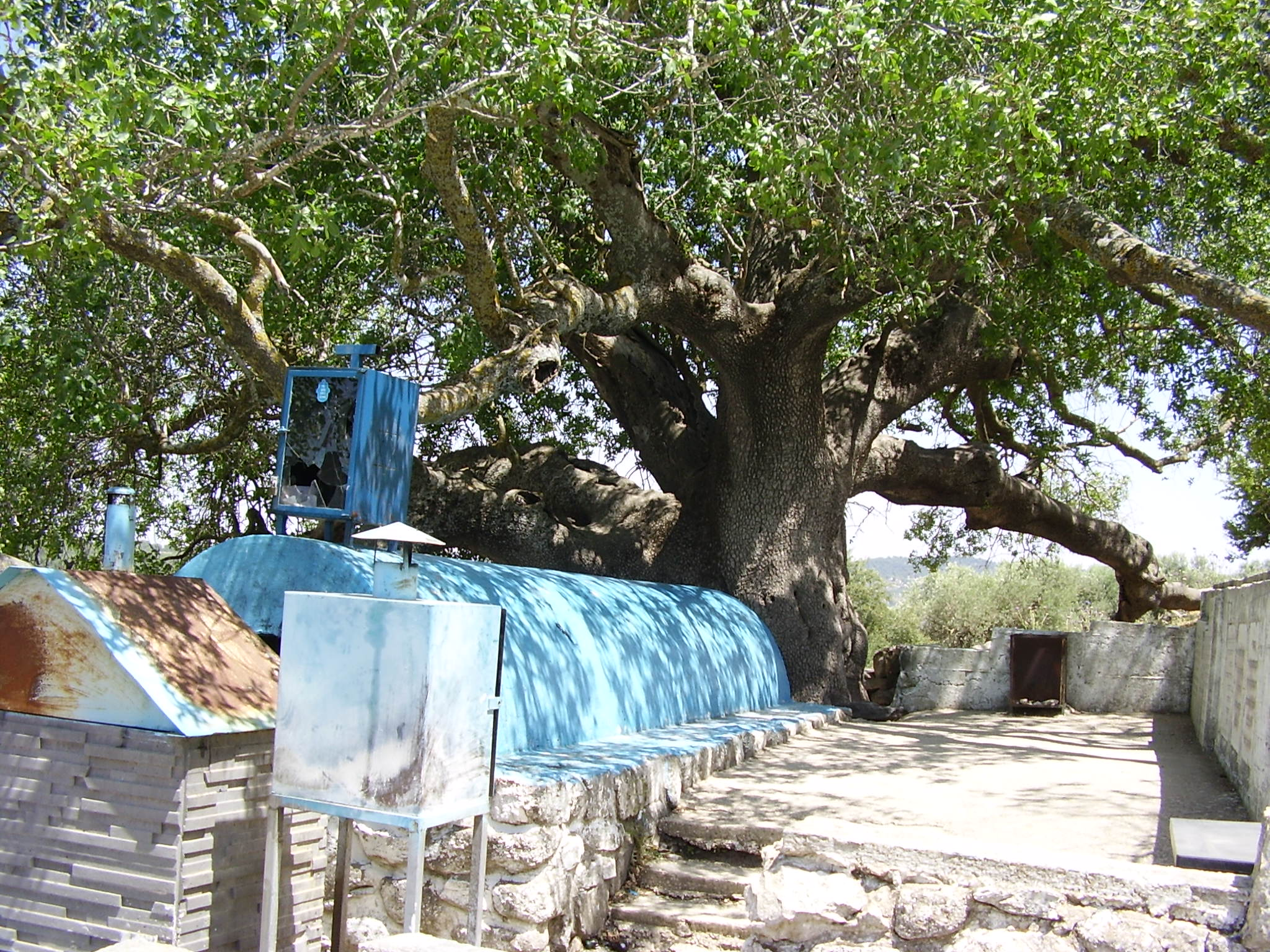
Grabanlage von Rabbi Tarfon

Rabbi Tarfon (Variante: Tarphon; hebräisch: רבי טרפון; nicht identisch mit dem bei Justinus Martyr genannten Tryphon; bei Hieronymus zu Jes 8,11: Telphon) war ein jüdischer Gelehrter des Altertums und gehörte zur so genannten 2. Generation der Tannaiten (ca. 90–130 n. Chr.).

## Leben
Tarfon war ein Gefährte Akibas, Pharisäer aus priesterlicher Familie, in Lydda beheimatet, Lehrer des Jehuda ben Ilai.
Rabbi Tarfon betonte die Wichtigkeit des objektiven Faktums vor der bloß subjektiven Intention und entschied stets zu Gunsten der priesterlichen Interessen. Er lehrte, dass Judenchristen schlimmer seien als Götzenanbeter. Denn Letztere verleugnen Gott, ohne ihn zu kennen. Judenchristen hingegen kennen Gott und – so Tarphon – verleugnen ihn dennoch.

## Zitat
- „Kurz ist der Tag, übermächtig die Arbeit, die Werkleute träge. Der Lohn ist groß und der Herr des Hauses drängt. Es liegt nicht an dir, das Werk zu vollenden, noch steht es dir zu, dich ihm zu entziehen.“ (Abot 2, 21) in der Übersetzung von Johannes Oesterreicher.[2]